# 勇田県
勇田県（ゆうでん-けん）は中国にかつて存在した県。現在の甘粛省定西市臨洮県に位置した。
顧祖禹による『読史方輿論紀要』によれば448年（太平真君8年）、北魏により勇田郡として設置され間もなく勇田県と改称、隋開皇初年に狄道県に編入されたと記録されている。